# Guido Germán Münch Galindo
Guido Germán Münch Galindo (Ciudad de México, 18 de abril de 1942 - Ciudad de México, 6 de mayo de 2021) fue un destacado antropólogo y estudioso mexicano. Especialmente interesado en la preservación de diversas  culturas de los pueblos originarios de México. 
Cursó estudios de antropología en la  Escuela de Antropología de la Universidad Nacional Autónoma de México (UNAM). 
Ha realizado una importante tarea en el campo de la etnología, destacándose especialmente sus tareas de campo con comunidades indígenas en el Istmo de Tehuantepec, tanto en sus vertientes veracruzana como oaxaqueña, para el Instituto de Investigaciones Antropológicas de la UNAM. También ha producido, importante documentación sobre geografía y registros fotográficos.

## Obras destacadas
- El sistema de parentesco entre los mixes de Ayutla, Oaxaca (1973).
- La población del obispado de Oaxaca en 1570 (1978).
- Aspectos del istmo de Tehuantepec; datos sobre la problemática indígena en el sur de México (1980).
- Etnología del istmo veracruzano (1983).
- La organización ceremonial de Tehuantepec y Juchitán (1988).
- Historia y cultura de los mixes (1996).
- La organización ceremonial de Tehuantepec y Juchitán (1999).
- Una semblanza del carnaval de Veracruz (2005).
- La magia tuxteca (2012).
- Etnología en el área cultural mixteca de la Costa Chica de Oaxaca (2024).[3]